# Diana Fowley
 (avril 2008).
Si vous disposez d'ouvrages ou d'articles de référence ou si vous connaissez des sites web de qualité traitant du thème abordé ici, merci de compléter l'article en donnant les références utiles à sa vérifiabilité et en les liant à la section « Notes et références ».
Diana Fowley est un personnage fictif de la série télévisée X-Files. Elle est agent du FBI et est interprétée par Mimi Rogers.

## Apparitions
Elle apparaît dans sept épisodes de la série, répartis sur trois saisons entre 1998 et 1999 :
- Saison 5, épisode 20 : La Fin (The End)
- Saison 6, épisode 1 : Le Commencement (The Beginning)
- Saison 6, épisode 11 : Toute la vérité (1/2) (Two Fathers)
- Saison 6, épisode 12 : Toute la vérité (2/2) (One Son)
- Saison 6, épisode 22 : Biogenèse (Biogenesis)
- Saison 7, épisode 1 : La Sixième Extinction (1/2) (The Sixth Extinction)
- Saison 7, épisode 2 : La Sixième Extinction (2/2) (The Sixth Extinction II : Amor Fati)

## Biographie
L'agent Diana Fowley est expérimentée en parapsychologie et c'est pour cette raison qu'elle est impliquée dans la recherche du jeune joueur d'échecs prodige Gibson Praise (voir épisode : La Fin). Il semblerait que Fox Mulder ait eu une relation avec elle dans le passé, lorsqu'il venait de quitter l'Académie du FBI. Ce qui lui aurait permis de rentrer au service des affaires non classées.
Leur relation se serait terminée quand elle a été mutée en Allemagne sur des dossiers anti-terroristes. En fait, elle était envoyée pour enquêter sur le MUFON et collecter des informations sur les femmes européennes enlevées par des extra-terrestres.
Elle revient à Washington pour « régler quelques points non résolus de sa vie ».

## Relations avec les autres personnages
En général, Dana Scully se méfie de l'agent Fowley alors que parallèlement Fox Mulder lui trouve des excuses même pour ses actes les plus étranges. Comme Alex Krycek auparavant, elle semble être un moyen de générer des discordes entre Mulder et Scully.
Cependant, bien que ceux-ci pensent avoir des indications quant à sa participation au Consortium, elle reste parfois loyale et attentionnée envers Mulder.
Néanmoins, les suspicions de Scully sont confirmées quand elle apprend que Diana connaît l'homme à la cigarette (voir épisode : Toute la vérité (2/2)) et qu'elle est en contact avec l'agent Jeffrey Spender contre eux.
Plus tard, à la réouverture du service des affaires non classées, Mulder et Scully sont démis de leur fonction et sont remplacés par les agents Fowley et Spender.
Tout cela semble aggraver l'animosité entre Scully et Fowley, générant de ce fait une tension supplémentaire entre Mulder et Scully.
Bien que travaillant contre Mulder, ses véritables sentiments sont dévoilés lorsqu'elle prouve son amour pour lui sans savoir qu'il l'a entendue (voir le double-épisode : La Sixième Extinction). Elle présente ses motivations à Scully et l'aide à sauver la vie de Mulder, ce qui l'entraînera vers une fin tragique puisqu'à son réveil, ce dernier apprend par Scully son assassinat.
Ce sont tous ces rebondissements qui, comme pour Alex Krycek, l'ont hissée au rang des personnages de X-Files les plus détestés[réf. nécessaire].